# 아슬란 마스하도프
아슬란(할리트) 알리예비치 마스하도프(러시아어: Асла́н (Хали́д) Али́евич Масха́дов, 체첸어: Масхадин Ӏелин воӀ Аслан (Халид) 마스하딘 엘린 보 아슬란(할리드), 1951년 9월 21일 ~ 2005년 3월 8일)는 체첸의 분리주의 운동의 지도자로, 이치케리야 체첸 공화국의 제3대 대통령을 역임하였다. 2005년 러시아 연방보안국(FSB) 특수요원에게 암살되었다.

## 생애와 경력
1951년 소비에트 연방 카자흐 SSR(지금의 카자흐스탄) 카라간다에서 태어나, 1957년 6살 때 가족과 함께 체첸으로 돌아왔다. 1969년 소련군에 입대했으며, 1972년 트빌리시 고등포병학교, 1981년 레닌그라드(지금의 상트페테르부르크)의 칼리닌 군사학교를 졸업하였다.
졸업 후, 소비에트 연방 라트비아 SSR, 에스토니아 SSR, 리투아니아 SSR, 극동 지역, 헝가리에 주재했으며, 소련 육군에서 기갑 사단장을 지냈다.
1991년 소련군에서 퇴역하고 체첸 공화국 국방군에 들어갔으며, 1993년 체첸군의 참모총장이 되었다. 1994년 러시아 연방군과의 제1차 체첸 전쟁에서 전투를 지휘했으며, 당시 체첸 대통령인 조하르 두다예프과 함께 끝까지 항전하였다. 1996년 러시아 연방 안전보장회의 서기 알렉산드르 레베디와 정전 합의(하사브유르트 합의)에 조인하였다.
1996년 체첸 잠정 정권의 총리가 되었으며, 1997년 러시아 연방군이 철수한 직후에 열린 체첸 대통령 선거에서 당선되어, 이치케리야 체첸 공화국의 제3대 대통령이 되었다. 같은 해 러시아 연방의 대통령 보리스 옐친과 "평화와 상호 관계에 관한 조약"을 체결하였다.
하지만, 샤밀 바사예프가 이끄는 강경파 무장 세력이 1999년 이슬람 국가 건설을 목적으로 다게스탄 공화국을 침공하고 같은 해 아파트 폭탄 테러를 야기함으로 인해 2000년 수도 그로즈니가 러시아 연방군에게 제압되었고, 마스하도프는 이후 무장 반란 지휘 용의로 러시아 연방 검찰당국에게 지명 수배되었다.
2002년 대통령 직에서 퇴임했으며, 2004년 베슬란 학교 인질 사태에 관계한 것으로도 추측되었다. 2005년 3월 8일 체첸의 수도 그로즈니 북쪽 톨스토이 유르트에서 러시아 연방 내무부 소속 특수부대에 암살당했다.

## 성향
마스하도프는 체첸 독립파 중 비교적 온건한 성향을 보인 정치가였다. 마스하도프는 1998년 강경파들이 다게스탄을 침공했을 당시에도 러시아 연방과의 갈등을 외교적으로 해결하려 노력했다. 이후 2차 체첸 내전이 발발한 이후 체첸 정부의 대통령이 되었을 때에도 러시아 정부와 대화를 시도하려 하였다. 마스하도프는 재임 당시 베슬란 인질 사건 당시 사밀 바사예프의 테러에 반대했다. 극단주의자들의 테러와 공격을 자제시키려는 움직임을 보였다. 마스하도프는 체첸의 대통령 중 비교적 체첸의 독립을 무력이 아닌 외교로 해결하려 했던 인사였다.